# Milton Nascimento
Milton Nascimento (Río de Janeiro, 26 de octubre de 1942) es un cantante, compositor y guitarrista brasileño. Su ámbito de interés musical es amplio y abarca la música popular brasileña, el samba, el pop, el rock, y la fusión musical con diversas tradiciones musicales regionales e internacionales. Nascimento es famoso por su falsete, su rango tonal y por la alta calidad de muchas de sus composiciones. También lo es por su compromiso social, lo que se refleja, tanto en algunas de sus letras, Coração de estudante, como en conciertos y discos benéficos.
Su colaboración en el disco Native Dancer, del saxofonista Wayne Shorter, estableció para Milton un lugar dentro de la escena del jazz y del pop internacional de los años 1970.
Posteriormente, en 1992, su disco Angelus contó con las colaboraciones de primeras figuras del jazz y del pop internacionales, como el guitarrista de jazz Pat Metheny, los cantantes Peter Gabriel y James Taylor, el saxofonista Wayne Shorter, el contrabajo de Ron Carter o la batería de Jack DeJohnette, entre otros.
Entre sus principales éxitos obtenidos están las nominaciones a los Grammy por sus discos O Planeta Blue Na Estrada Do Sol de 1992 y Angelus de 1995. Ganó la encuesta de 1992 de los Down Beat International Critics y la de 1991 de los Down Beat Readers. En 2000 ganó un Grammy Latino al Best Contemporary Pop Album concedido a su disco Crooner de 1999.
Nascimento ha realizado también varias giras por Estados Unidos, Europa, Japón y Latinoamérica. En Brasil y otros países de América Latina es una gran estrella desde hace 40 años, sirva de ejemplo el concierto que celebró en Belo Horizonte, Brasil, en 1984, que reunió a 150.000 espectadores.

## Biografía esencial

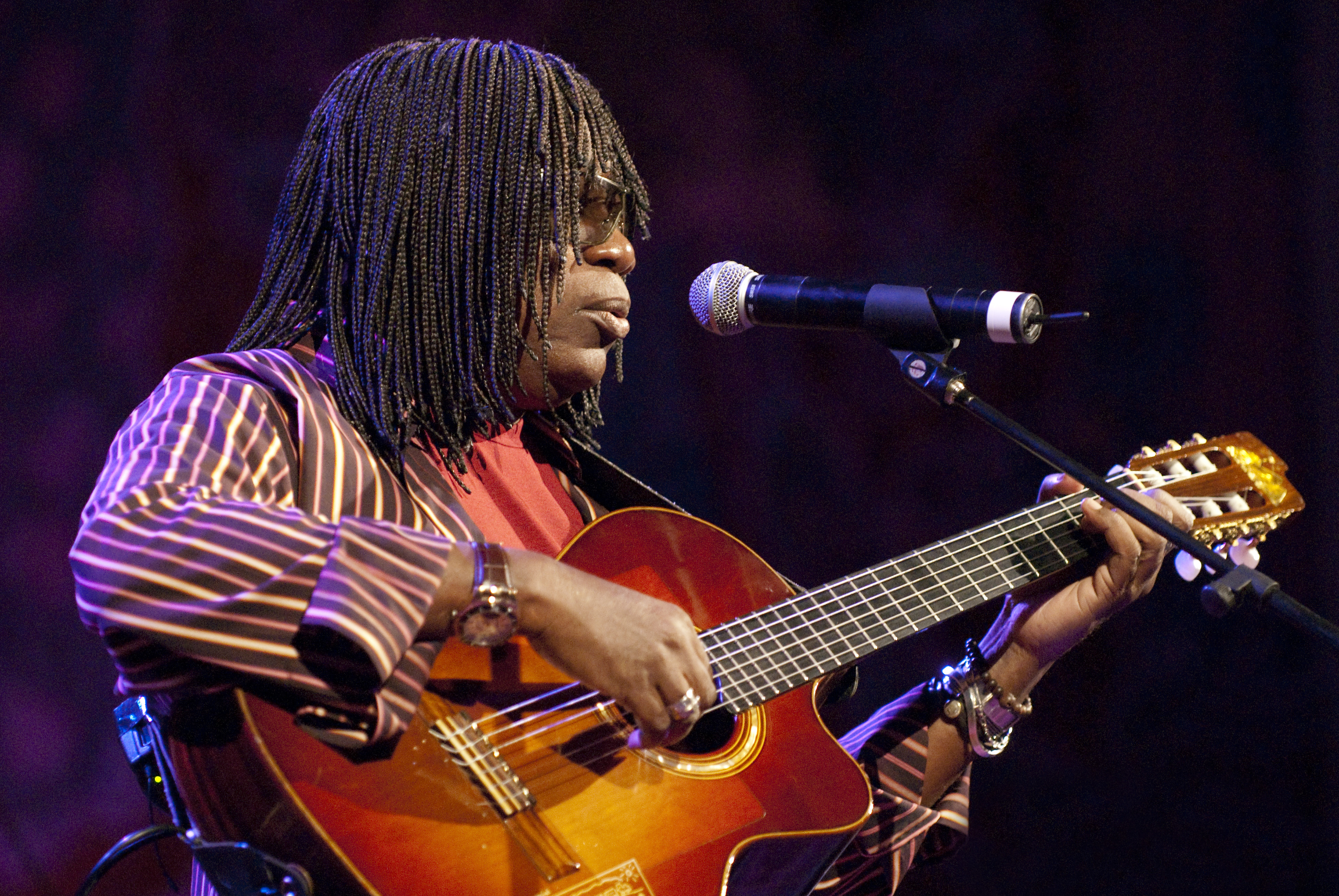
Milton Nascimento en 2008.

Aunque nacido en Río, sus padres adoptivos lo llevaron a la pequeña localidad de Três Pontas cuando tenía dos años. Su madre cantaba en un coro y en festivales locales, a menudo acompañada por su hijo. El padre fue ingeniero electrónico, profesor de matemáticas y llegó a controlar una emisora de radio local donde de vez en cuando su hijo trabajaba de pinchadiscos. Cuando tenía 19 años Milton se trasladó a Belo Horizonte y comenzó a cantar en donde podía. Finalmente, consiguió un éxito cuando la cantante Elis Regina grabó una de sus canciones en 1966, "Cancão do sal". Regina consiguió que apareciese en un popular programa de televisión y, tras actuar al año siguiente en el Festival Internacional de la Canción de Brasil, su carrera se disparó.
En 1972 colaboró con compositores como Marcio Borges, Fernando Brant, Ronaldo Bastos y otros amigos para grabar Clube Da Esquina, un disco doble del que surgieron tres simples muy exitosos como "Cais" y "Cravo e canela". Las canciones siguen siendo grabadas en la actualidad y se han convertido en estándares en Brasil. Desde que Milton empezó a grabar de forma independiente en 1967 para el sello Codil, ha escrito y grabado 28 álbumes.
Durante los años 80 y 90 Milton diversificó sus intereses musicales, experimentando vocal, lírica y estilísticamente. En 1981 participó en la película Fitzcarraldo del director alemán Werner Herzog. 
A mediados de los 90, Nascimento fichó para la Warner Bros. 
En 2012 actuó en el festival Vivo Rio, en Río de Janeiro, cuyo concierto se grabó dando lugar al DVD Milton Nascimento – 50 anos de voz nas estradas, conmemorando sus 50 años de carrera musical.

## Discografía
| - 1967: Milton Nascimento (a.k.a. Travessia) - 1968: Courage (A&M/CTI) - 1969: Milton Nascimento (Odeon) - 1970: Milton (EMI) - 1972: Clube da Esquina (Blue Note / World Pacific) - 1973: Milagre dos Peixes (Intuition Music) - 1975: Minas (EMI) - 1976: Geraes (EMI) - 1976: Milton (Raça) (Verve / PolyGram) - 1978: Clube da Esquina 2 (World Pacific) - 1978: Travessia (reedición del disco de 1967) (Iris Musique) - 1979: Journey to Dawn - 1980: Sentinela (Verve) - 1981: Caçador de Mim (Polygram) - 1982: Anima (Polydor) - 1982: Ponta de Areia - 1982: Missa dos Quilombos (Verve) - 1983: Ao Vivo (Philips) - 1985: Encontros e Despedidas (Polydor) - 1986: A Barca dos Amantes (Polygram) - 1987: Yauaretê (Columbia) - 1989: Miltons (Columbia) - 1990: Cancão da America (Verve) | - 1990: Txai (Columbia) - 1992: Noticias do Brasil (Tropical Music, Inc.) - 1993: Tres Pontas (Sound Solutions) - 1993: Angelus (Warner Bros.) - 1994: O Planeta Blue Na Estrada do Sol (TriStar Music) - 1996: Amigo (Warner Bros.) - 1997: Nascimento (Warner Bros.) - 1998: Tambores de Minas (WEA International) - 1999: Crooner (Warner Bros.) - 2000: Nos Bailes Da Vida (Globo/Universal) - 2001: Gil & Milton (con Gilberto Gil) (Atlantic) - 2002: Oratorio (Universal) - 2003: Pieta (WEA International) - 2003: Music for Sunday Lovers (Toshiba/EMI) - 2005: O Coronel e o Lobisomem (Universal) - 2006: Dois genios (WEA Brasil) - 2006: A arca de Noé (Universal) - 2007: Dose Dupla Tambores de Minas (WEA) - 2007: Milagre Dos Peixes: Ao Vivo (EMI) - 2008: Ensaio (WEA Brasil) - 2008: Novas Bossas (EMD Int'l) - 2010: ...E a Gente Sonhando (EMI/Nascimento Music) - 2013: Uma Travessia (Universal) - 2018: A Festa (Universal) |

Recopilaciones destacadas
- 2000:  Maria Maria / Ultimo Trem (Far Out Recordings, bandas sonoras para  2 ballets.

Colaboraciones destacadas
- 1974: Native Dancer (con Wayne Shorter)
- 1993: Breath After Breath (con Duran Duran)
- 2000: Brazilian Rhapsody (con Daniel Barenboim) (Teldec)
- 2004: Temple Of Shadows (con Angra)
- 2008: Belmondo & Milton Nascimento (B-Flat recordings)

DVD
- 2004: Sede Do Peixe (EMI Music)
- 2004: Milton Nascimento (WEA/Warner)
- 2012: Milton Nascimento – 50 anos de voz nas estradas